# Agenvillers
« Genvillers » redirige ici. Pour les autres significations, voir Gennevilliers.
Agenvillers est une commune française située dans le département de la Somme en région Hauts-de-France.
Depuis juillet 2020, la commune fait partie du parc naturel régional Baie de Somme - Picardie maritime.

## Géographie

### Localisation
Agenvillers est un village picard du Ponthieu.
À vol d'oiseau, la localité est située à 9 km au sud de Crécy-en-Ponthieu, 10 km au nord-est d'Abbeville et à 41 km au nord-ouest d'Amiens .
Le territoire de la commune est limitrophe de ceux de quatre communes.
Les communes limitrophes sont  Domvast, Gapennes, Millencourt-en-Ponthieu et Neuilly-l'Hôpital.

### Hydrographie
La commune est située dans le bassin Artois-Picardie. Elle n'est drainée par aucun cours d'eau.

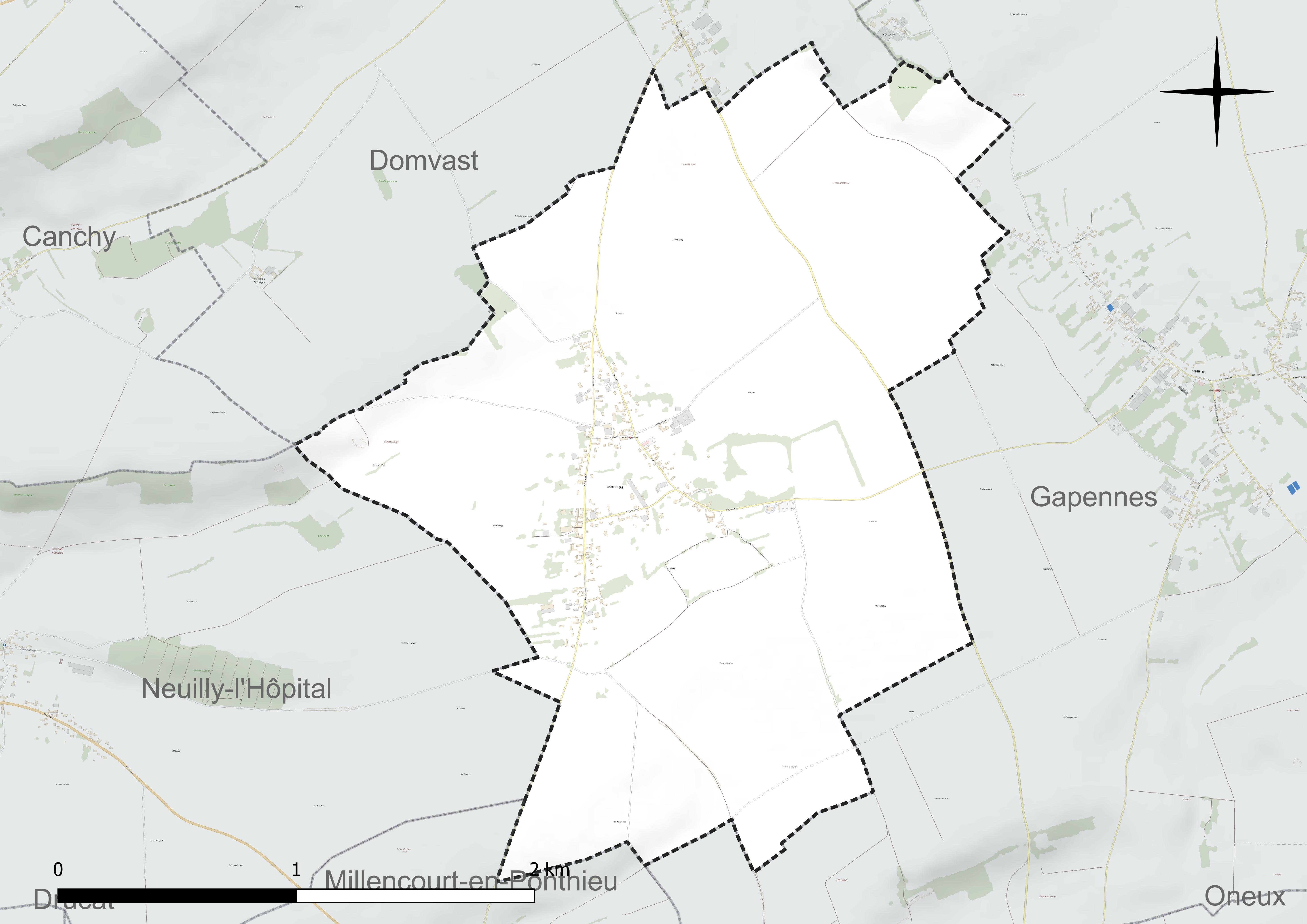
Réseau hydrographique d'Agenvillers.

### Climat
Pour des articles plus généraux, voir Climat des Hauts-de-France et Climat de la Somme.
En 2010, le climat de la commune est de type climat océanique altéré, selon une étude du CNRS s'appuyant sur une série de données couvrant la période 1971-2000. En 2020, Météo-France publie une typologie des climats de la France métropolitaine dans laquelle la commune est exposée à un climat océanique et est dans la région climatique Côtes de la Manche orientale, caractérisée par un faible ensoleillement (1 550 h/an) ; forte humidité de l'air (plus de 20 h/jour avec humidité relative > 80 % en hiver), vents forts fréquents.
Pour la période 1971-2000, la température annuelle moyenne est de 10,4 °C, avec une amplitude thermique annuelle de 13,1 °C. Le cumul annuel moyen de précipitations est de 862 mm, avec 12,3 jours de précipitations en janvier et 8,7 jours en juillet. Pour la période 1991-2020, la température moyenne annuelle observée sur la station météorologique la plus proche, située sur la commune d'Abbeville à 10 km à vol d'oiseau, est de 11,0 °C et le cumul annuel moyen de précipitations est de 806,2 mm,. Pour l'avenir, les paramètres climatiques de la commune estimés pour 2050 selon différents scénarios d'émission de gaz à effet de serre sont consultables sur un site dédié publié par Météo-France en novembre 2022.

## Urbanisme

### Typologie
Au 1er janvier 2024, Agenvillers est catégorisée commune rurale à habitat dispersé, selon la nouvelle grille communale de densité à sept niveaux définie par l'Insee en 2022.
Elle est située hors unité urbaine. Par ailleurs la commune fait partie de l'aire d'attraction d'Abbeville, dont elle est une commune de la couronne,. Cette aire, qui regroupe 73 communes, est catégorisée dans les aires de 50 000 à moins de 200 000 habitants,.

### Occupation des sols
L'occupation des sols de la commune, telle qu'elle ressort de la base de données européenne d'occupation biophysique des sols Corine Land Cover (CLC), est marquée par l'importance des territoires agricoles (92,3 % en 2018), une proportion identique à celle de 1990 (92,3 %). La répartition détaillée en 2018 est la suivante : 
terres arables (75,3 %), prairies (17 %), zones urbanisées (7,7 %). L'évolution de l'occupation des sols de la commune et de ses infrastructures peut être observée sur les différentes représentations cartographiques du territoire : la carte de Cassini (XVIIIe siècle), la carte d'état-major (1820-1866) et les cartes ou photos aériennes de l'IGN pour la période actuelle (1950 à aujourd'hui).

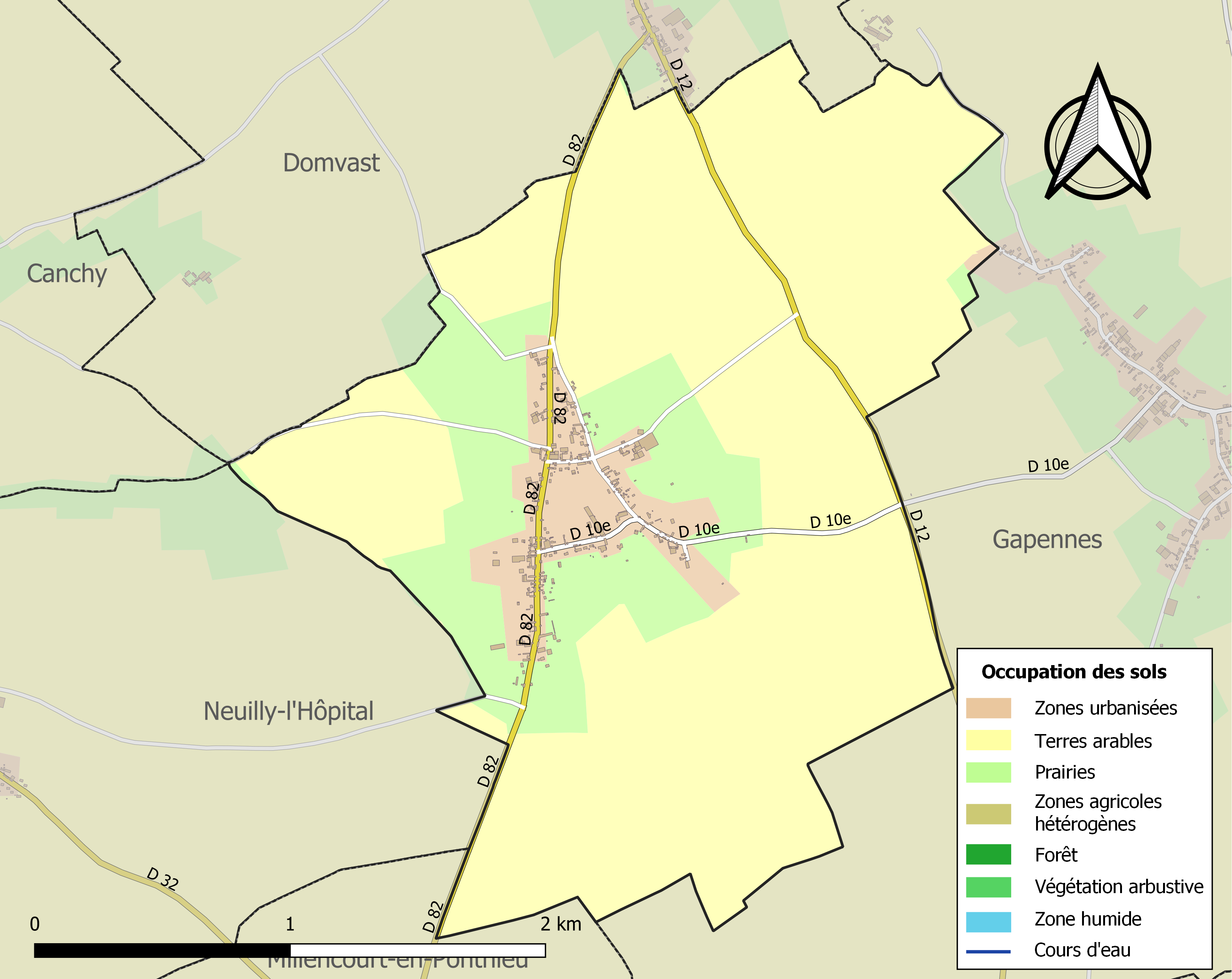
Carte des infrastructures et de l'occupation des sols de la commune en 2018 (CLC).

### Voies de communication et transports
Le village est desservi par la route départementale 82.

## Toponymie
Le nom de la localité est attesté sous les formes Argovillare en 845, Aisenviler en 1242, Aisenvileir, Aisenvillers en 1261, Assenvillé en 1372, Genvillers en 1763.
Le suffixe -villare nous rappelle l'existence d'une ferme gallo-romaine appartenant probablement à un certain Argonius ou Aizo, anthroponymes d'origine germanique.
Ginvilé en picard.

## Histoire
Durand la Guerre de Trente Ans, Agenvillers est brûlée par les Espagnols en août 1635.
En 1951, le hameau d'Hellencourt est rattaché à la commune de Domvast, à la suite de la demande de ses habitants. Auparavant, il était administré par la commune d'Agenvillers.

## Politique et administration

### Rattachements administratifs et électoraux
Rattachements administratifs
La commune se trouve  dans l'arrondissement d'Abbeville du département de la Somme.
Elle faisait partie depuis 1801 du canton de Nouvion. Dans le cadre du redécoupage cantonal de 2014 en France, cette circonscription administrative territoriale a disparu, et le canton n'est plus qu'une circonscription électorale.
Rattachements électoraux
Pour les élections départementales, la commune fait partie depuis 2014 du canton d'Abbeville-1
Pour l'élection des députés, elle fait partie de la troisième circonscription de la Somme.

### Intercommunalité
Agenvillers était membre de la petite communauté de communes du canton de Nouvion, un établissement public de coopération intercommunale (EPCI) à fiscalité propre créé fin 1996  et auquel la commune avait transféré un certain nombre de ses compétences, dans les conditions déterminées par le code général des collectivités territoriales.
Dans le cadre des dispositions de la loi portant nouvelle organisation territoriale de la République du 7 août 2015, qui prévoit que les établissements publics de coopération intercommunale (EPCI) à fiscalité propre doivent avoir un minimum de 15 000 habitants, cette intercommunalité a fusionné avec ses voisines pour former, le 1er janvier 2017, la communauté de communes Ponthieu-Marquenterre dont est désormais membre la commune.

### Liste des maires
| Période                                  | Période                       | Identité                   | Étiquette   | Qualité                             |
| ---------------------------------------- | ----------------------------- | -------------------------- | ----------- | ----------------------------------- |
| Les données manquantes sont à compléter. |                               |                            |             |                                     |
|                                          |                               | Thomas Lefebvre-Dugrosriez | Monarchiste | Député de la Somme (1849 → 1851)    |
|                                          | 1925                          | Arthur Fréville            |             |                                     |
| Les données manquantes sont à compléter. |                               |                            |             |                                     |
| 1925                                     | 1931                          | Alphonse Maillet           |             |                                     |
| 1931                                     | 1935                          | Didier Gambier             |             |                                     |
| 1935                                     | 1945                          | Gabriel Petit              |             |                                     |
| 1945                                     | 1959                          | Étienne Delannoy           |             |                                     |
| 1959                                     | 1983                          | Eusèbe Journe              |             |                                     |
| 1983                                     | 1995                          | Fernand Travet             |             |                                     |
| 1995                                     | 2004                          | Philippe Journé            |             | Décédé en fonction                  |
| mars 2005                                | 2014                          | Hervé Bridoux              |             |                                     |
| 2014                                     | mai 2020                      | Ghyslain Hecquet           |             | Agriculteur propriétaire exploitant |
| mai 2020,                                | En cours (au 2 décembre 2020) | Pascal Farcy               |             |                                     |

## Population et société

### Démographie
L'évolution du nombre d'habitants est connue à travers les recensements de la population effectués dans la commune depuis 1793. Pour les communes de moins de 10 000 habitants, une enquête de recensement portant sur toute la population est réalisée tous les cinq ans, les populations de référence des années intermédiaires étant quant à elles estimées par interpolation ou extrapolation. Pour la commune, le premier recensement exhaustif entrant dans le cadre du nouveau dispositif a été réalisé en 2007.

En 2022, la commune comptait 231 habitants, en évolution de +5,96 % par rapport à 2016 (Somme : −1,26 %, France hors Mayotte : +2,11 %).
| 1793 | 1800 | 1806 | 1821 | 1831 | 1836 | 1841 | 1846 | 1851 |
| ---- | ---- | ---- | ---- | ---- | ---- | ---- | ---- | ---- |
| 460  | 354  | 519  | 526  | 530  | 510  | 511  | 509  | 516  |

| 1856 | 1861 | 1866 | 1872 | 1876 | 1881 | 1886 | 1891 | 1896 |
| ---- | ---- | ---- | ---- | ---- | ---- | ---- | ---- | ---- |
| 492  | 450  | 458  | 439  | 408  | 402  | 413  | 341  | 320  |

| 1901 | 1906 | 1911 | 1921 | 1926 | 1931 | 1936 | 1946 | 1954 |
| ---- | ---- | ---- | ---- | ---- | ---- | ---- | ---- | ---- |
| 321  | 317  | 317  | 261  | 256  | 242  | 240  | 266  | 239  |

| 1962 | 1968 | 1975 | 1982 | 1990 | 1999 | 2006 | 2007 | 2012 |
| ---- | ---- | ---- | ---- | ---- | ---- | ---- | ---- | ---- |
| 239  | 224  | 206  | 205  | 198  | 181  | 191  | 192  | 195  |

| 2017 | 2022 | - | - | - | - | - | - | - |
| ---- | ---- | - | - | - | - | - | - | - |
| 228  | 231  | - | - | - | - | - | - | - |

### Enseignement

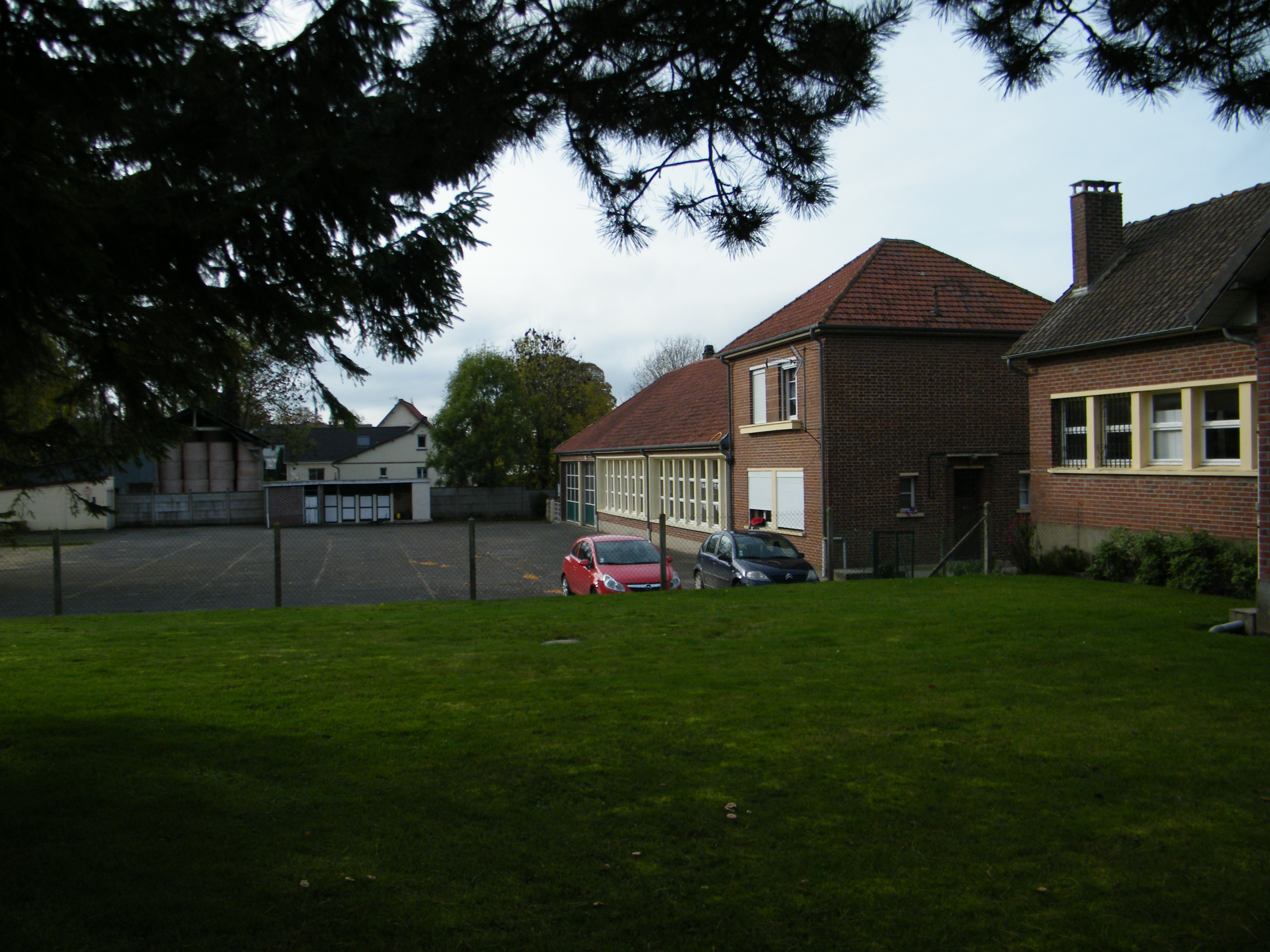
L'école en 2015.

Les communes de Canchy, Neuilly-l'Hôpital et Agenvillers étaient associées au sein du syndicat à vocation scolaire de la Vallée de l'Épine (SIVOS), pour la gestion de l'enseignement primaire : élémentaire et maternel.
En matière d'enseignement primaire, les enfants du village étaient accueillis au sein du regroupement pédagogique intercommunal de la vallée de l'Épine qui compte trois écoles à Agenvillers, Canchy et Millencourt-en-Ponthieu, accueillant 123 élèves pour l'année scolaire 2018-2019. Les écoliers sont alors originaires d'Agenvillers, Canchy, Gapennes, Millencourt-en-Ponthieu, Domvast et Neuilly-l'Hôpital.
En juin 2020, l'école ferme sur décision de la communauté de communes du Ponthieu-Marquenterre qui a opté pour la sectorisation scolaire. Les enfants du village sont orientés vers l'école intercommunale de Gueschart

### Autres équipements

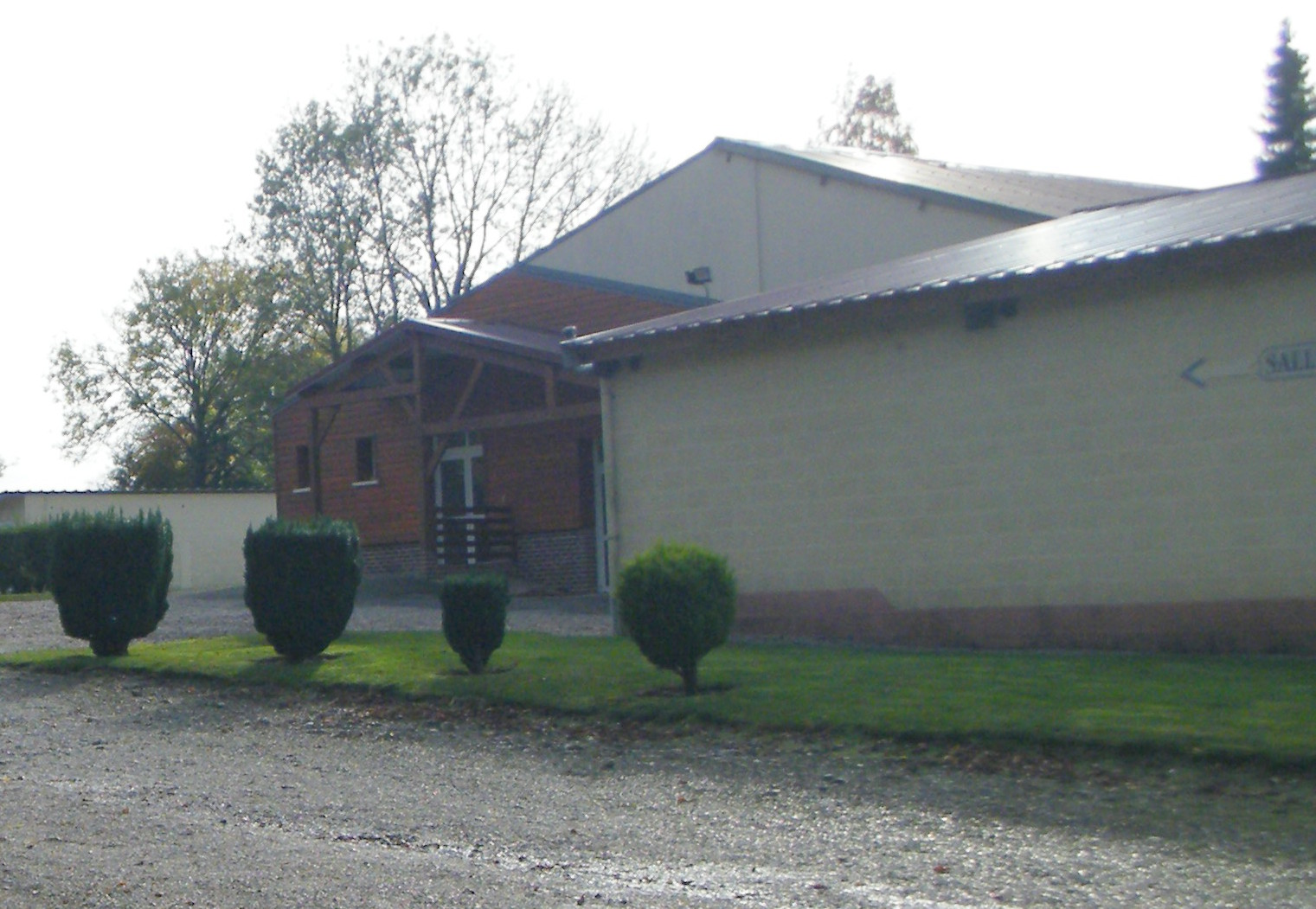
La salle communale.

- Le « Bistrot de Pays » et le comité des fêtes, « Loisirs et Animations », participent à l'animation du village[25].
- À proximité de la place, la salle communale contribue à la vie locale.

## Culture locale et patrimoine

### Lieux et monuments
Église Notre-Dame-de-l'Assomption d'Agenvillers.
Dans le parc du château du XVIIIe siècle se trouve un pigeonnier en brique. Philippe Seydoux en attribue la construction à Claude Leroy de Saint-Lau (1600-1660), seigneur de Genvillers et grénetier au grenier à sel d'Abbeville.

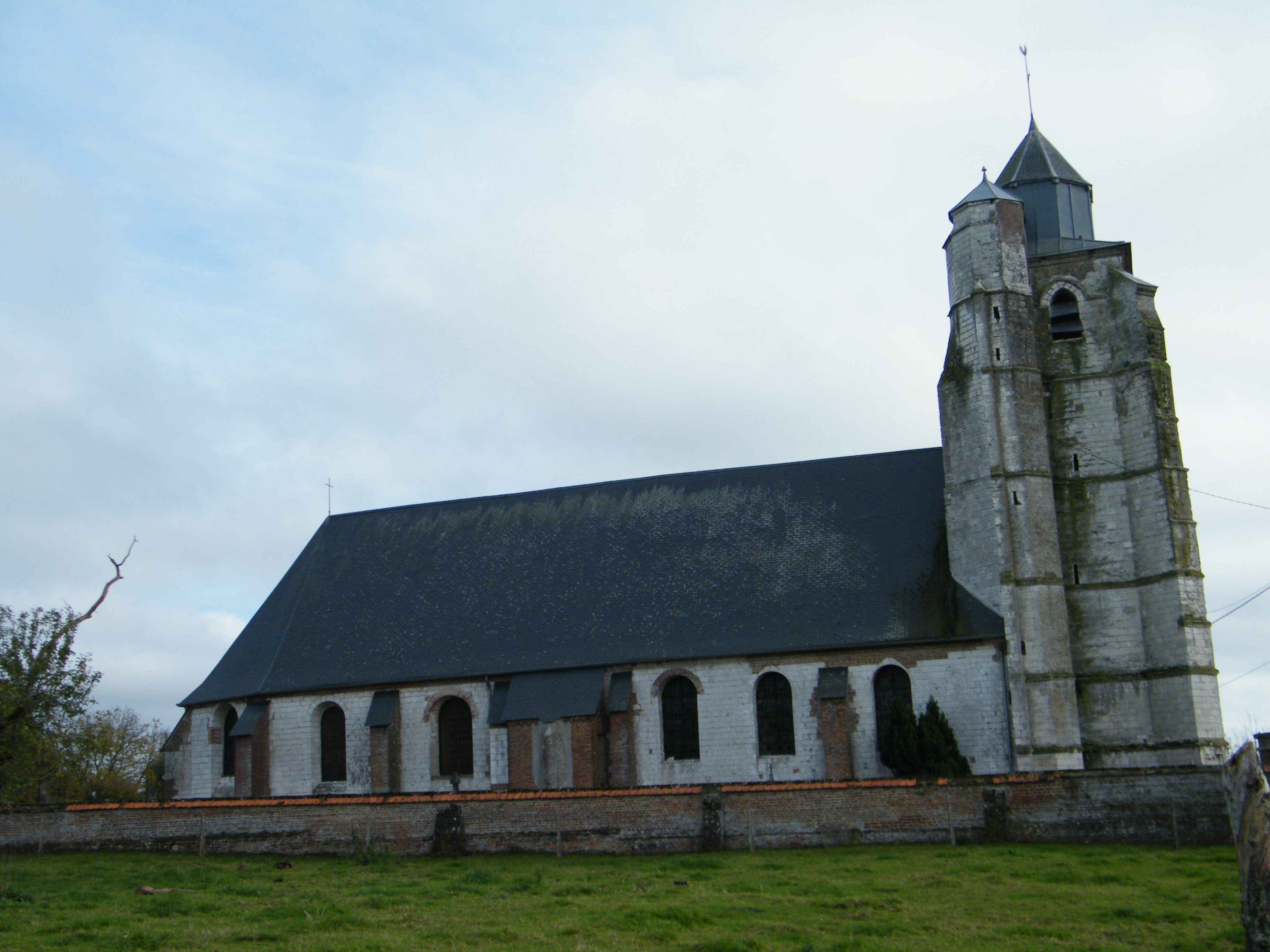
Église Notre-Dame.
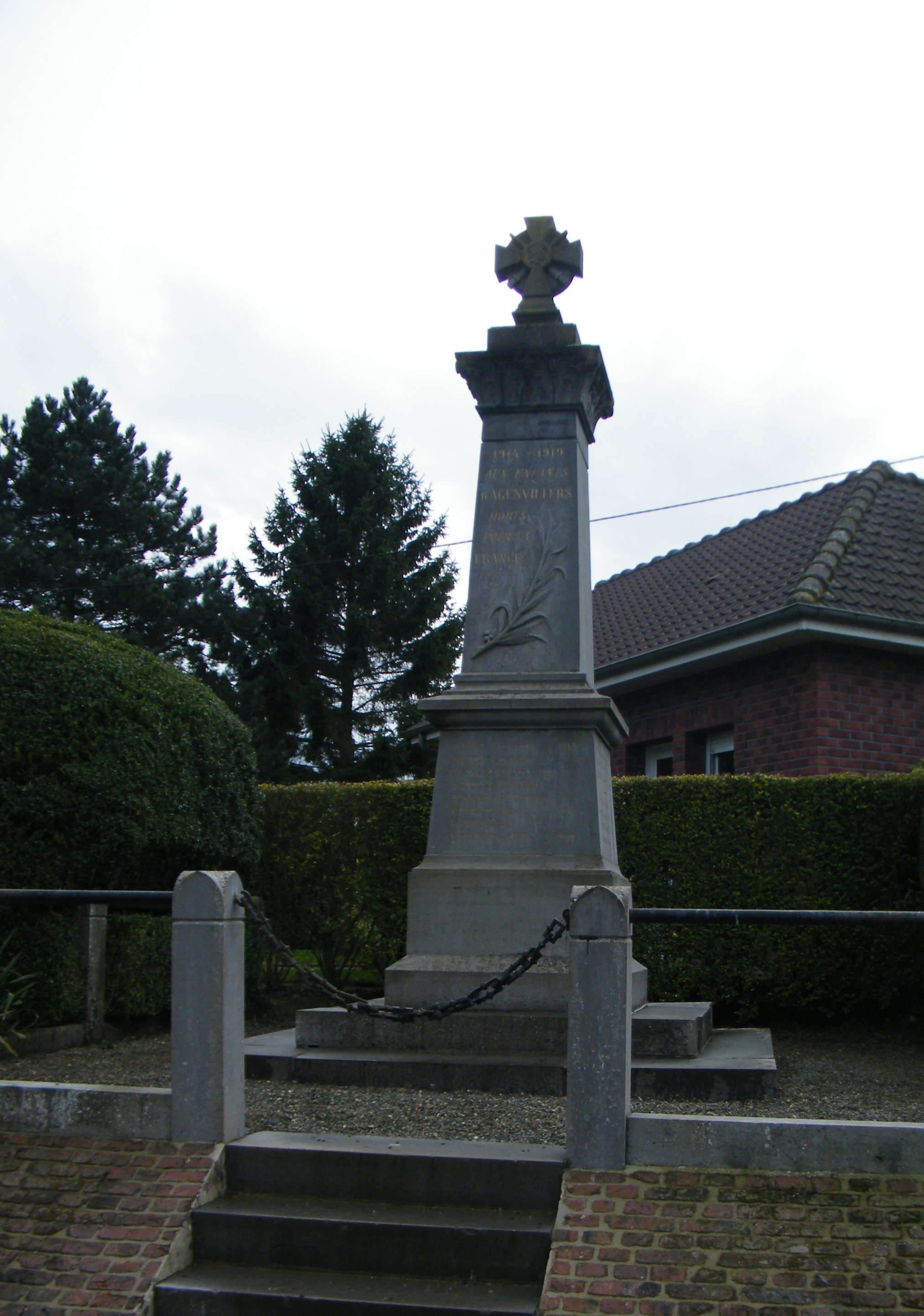
Monument aux morts.
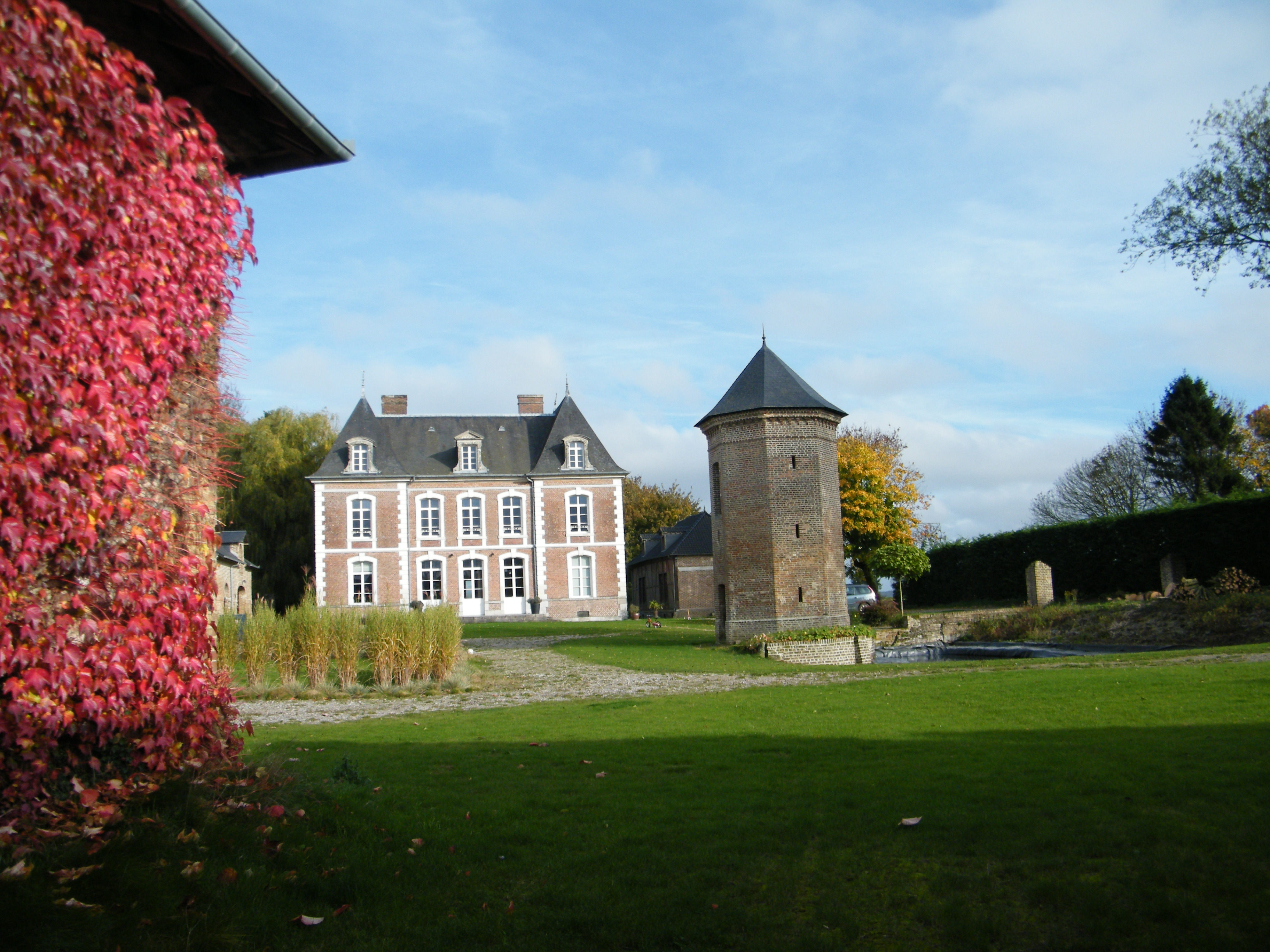
Château.
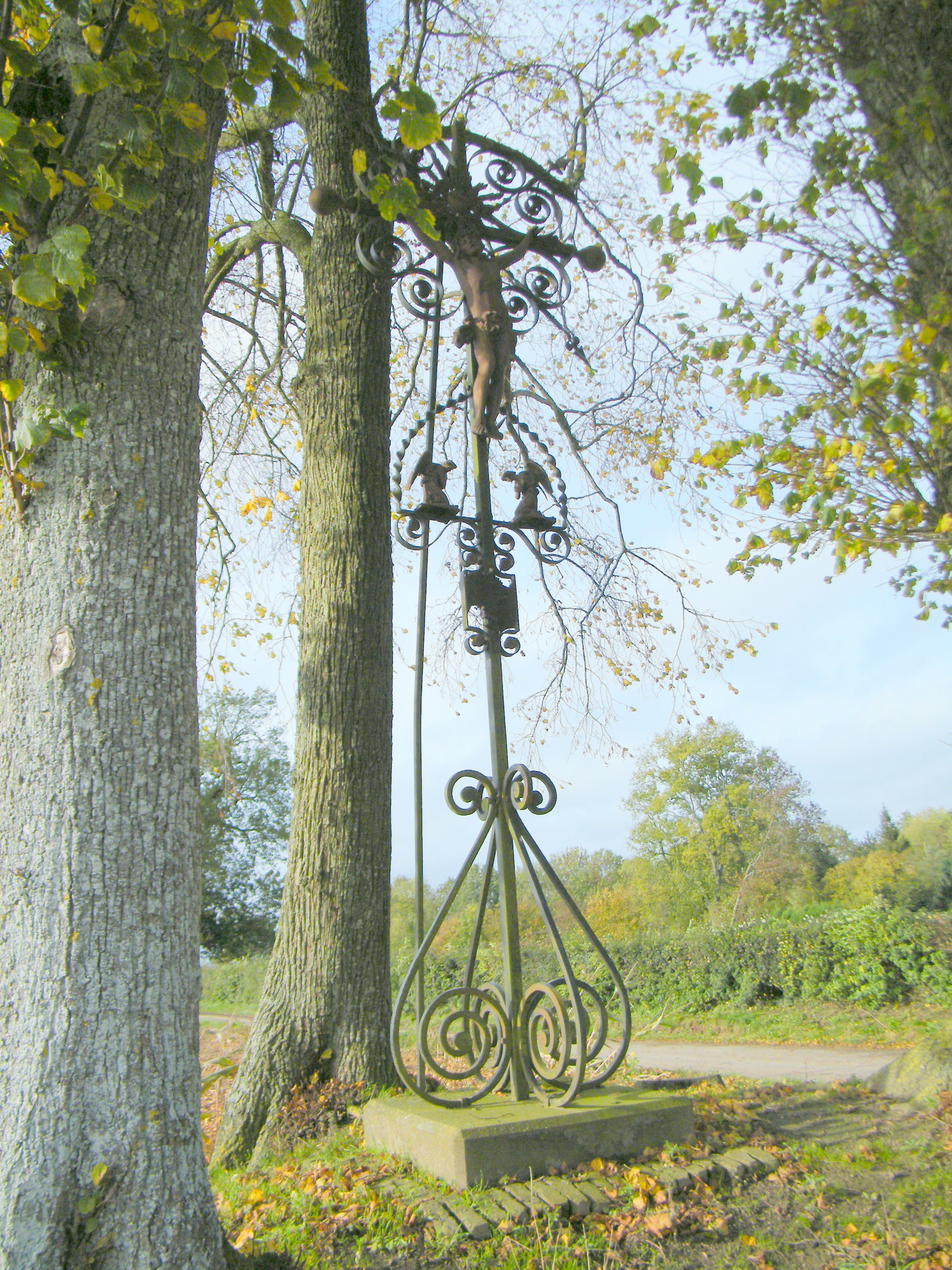
Calvaire d'entrée de village.
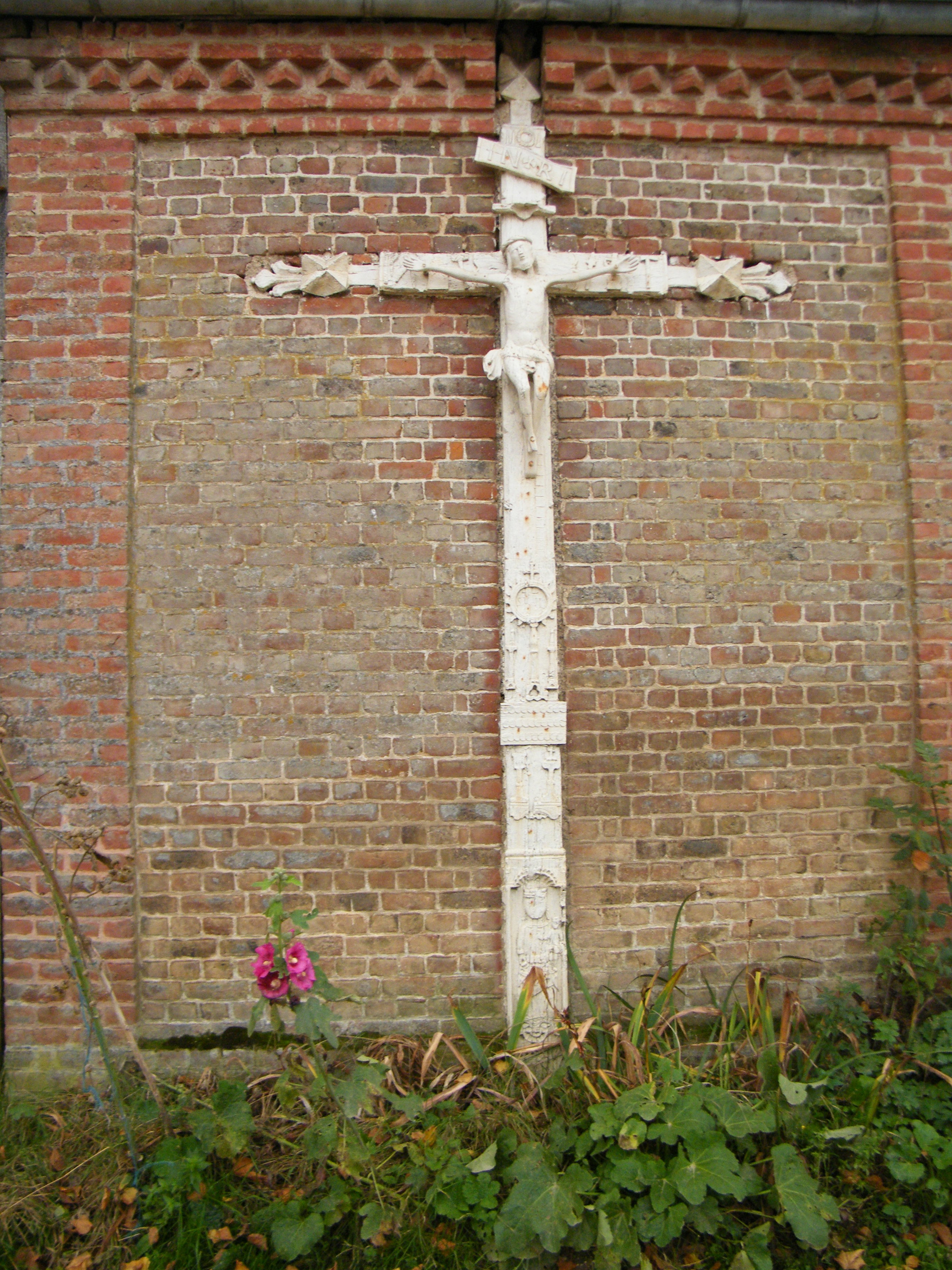
Croix sculptée.
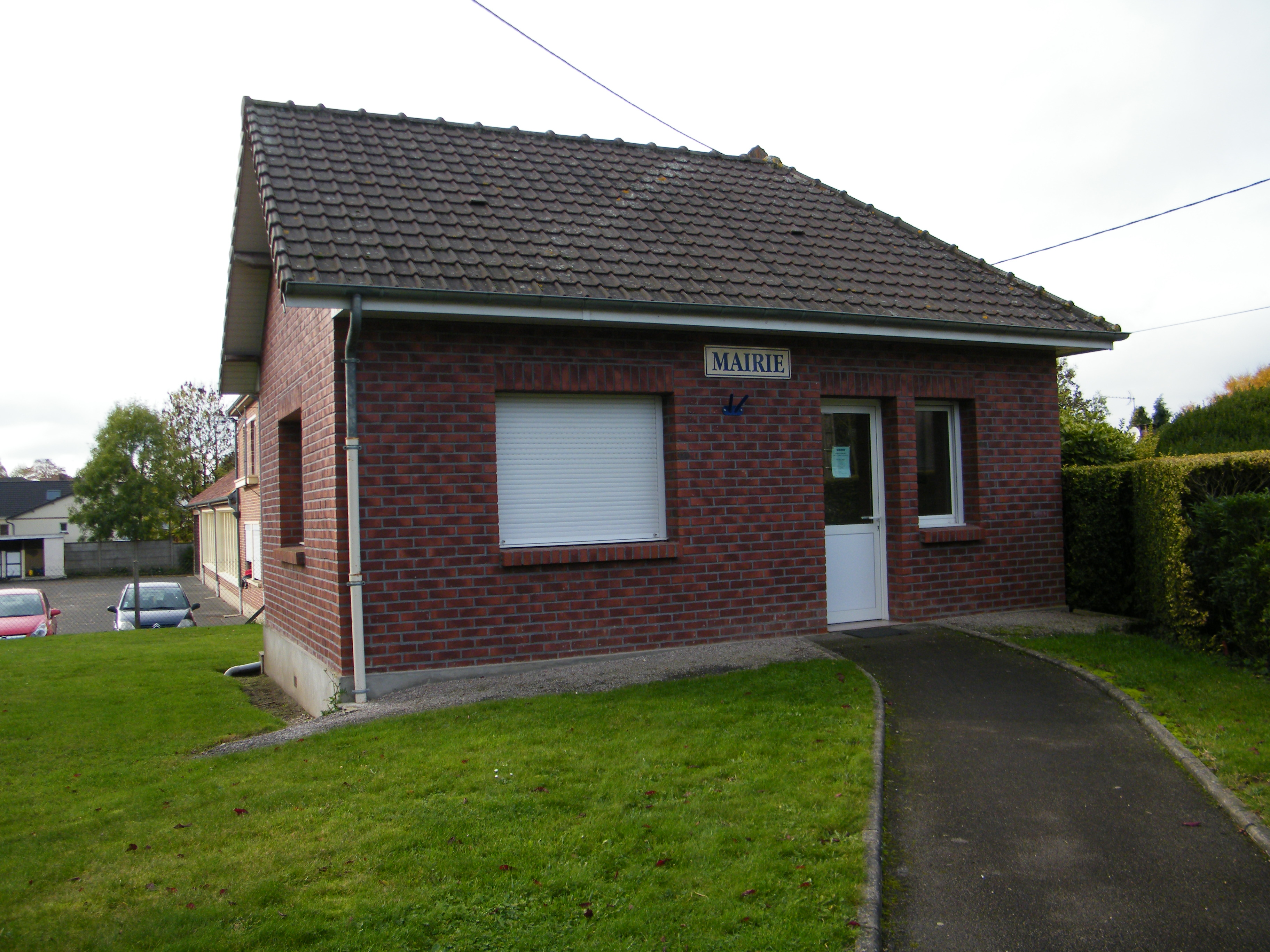
Mairie.

### Personnalités liées à la commune
Jean-Joseph Nau (1749-1840), conseiller du Roi, notaire à Paris, membre de l'Assemblée législative, enterré à Agenvillers.

## Pour approfondir